# 森のなかのばあさん
森の中のばあさん(Die Alte im Wald)は、『グリム童話』に収録されている作品(KHM 123)。

## あらすじ
あるところに召使の女の子がいた。彼女は主人と主人の家族と一緒に森の中を歩いていた。
すると突然、山賊が現れて主人と主人の家族の命を奪ってしまう。彼女は隠れていて助かるのだが、あまりに広い森に一人で取り残されてしまい途方にくれてしまう。お腹をすかせて座っていると、一羽の鳥が彼女の元にやってくる。そして鍵を彼女に渡す。その鍵は金庫の鍵で金庫の中には食べ物が入っていた。それから何回かその鳥が彼女の元にきては彼女の欲しがるものを彼女に与える。そして、ある日鳥は彼女にあるお願い事をする。彼女にあるおばあさんのもとに行き指輪を奪い取ってきて欲しいと言うのだ。彼女は鳥のために早速おばあさんの元に行く。
おばあさんの家に着き指輪を探すが見つからない。すると、おばあさんがそれを持って逃げようとする。彼女はすかさずおばあさんを捕まえ指輪を奪い取りそれを持ち去る。
鳥に渡そうと木の下で鳥を待っていると、その木の枝が伸び彼女を包みこんだ。